# فابريس نغاه
فابريس نغاه (بالفرنسية: Fabrice Ngah)‏ هو لاعب كرة قدم كاميروني من مواليد 16 أكتوبر 1997، وهو لاعب نادي الرجاء الرياضي في البطولة الوطنية المغربية قادما من نادي الدفاع الجديدي، يجيد اللعب في موقع الظهير الأيسر يحمل الرقم 4.

## روابط خارجية
- فابريس نغاه على موقع قاعدة بيانات كرة القدم.إي يو (الإنجليزية)
- فابريس نغاه على موقع ناشيونال فوتبول تيمز (الإنجليزية)
- فابريس نغاه على موقع Soccerway.com (الإنجليزية)